# Bjørn Kristensen
Bjørn Kristensen (Malling, 10 de outubro de 1963) é um ex-futebolista profissional dinamarquês, que atuava como defensor.

## Carreira
Bjørn Kristensen fez parte do elenco da Seleção Dinamarquesa de Futebol da Eurocopa de 1988 